# Pufferstaat

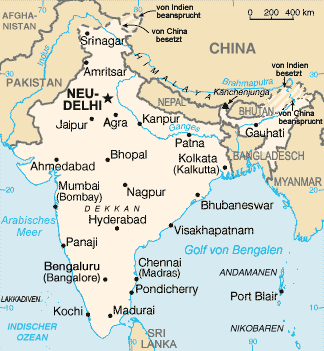
Nepal und Bhutan zwischen China und Indien

Mit Pufferstaat bezeichnet man seit dem Ende des 19. Jahrhunderts einen meist kleineren Staat, der größere Territorien oder Einflusssphären voneinander trennt. Dadurch reduziert er mögliche Konflikte und Konfrontationen. Aus diesem Grunde versuchte man oft, die Integrität des Pufferstaates zu erhalten. Kommt es zu kriegerischen Auseinandersetzungen der angrenzenden größeren Staaten, wird der Pufferstaat meist besonders in Mitleidenschaft gezogen. Er dient häufig als Durchmarschgebiet oder wird zum Ort der Kampfhandlungen. Möglicherweise ist seine Existenz bedroht vom Expansionsdrang der mächtigeren Nachbarstaaten, die den Pufferstaat als territoriale Beute in ihre Landesgrenzen einzuverleiben beabsichtigen. Der Cordon sanitaire war ein Konzept mit mehreren aneinandergereihten Pufferstaaten aus dem frühen 20. Jahrhundert.
Im 19. Jahrhundert wollte Großbritannien in Afghanistan ein Protektorat errichten und unterstützte auch das Osmanische Reich, Iran, Chiwa und Buchara als Pufferstaaten gegen die russische Expansion. Ziel war Indien und wichtige britische Seehandelsrouten von russischem Einfluss fernzuhalten.

## Wirksamkeit laut empirischer Forschung
Forschung zeigt, dass Pufferstaaten deutlich häufiger erobert und besetzt werden als Staaten, die keine Pufferstaaten sind. Das liegt daran, dass „Staaten, an deren Fortbestehen Großmächte interessiert sind – also Pufferstaaten – in Wirklichkeit zu einer Hochrisikogruppe für das Staatsverschwinden gehören. Regionale oder globale Großmächte rund um Pufferstaaten stehen vor einem strategischen Dilemma: Sie sehen sich gezwungen, den Pufferstaat zu übernehmen, aus Angst, dass ihr Gegner es sonst tun wird. Bei Nicht-Pufferstaaten bestehen solche Sorgen nicht, da es dort keinen direkten Wettbewerb um Einfluss oder Kontrolle gibt.“

## Beispiele
- Republik Krakau zwischen Preußen, Österreich und Russland (Wiener Kongress)
- Uruguay und Paraguay zwischen Argentinien und Brasilien (Tripel-Allianz-Krieg)
- Bolivien, geschaffen von Gran Colombia als Puffer zwischen Peru und Argentinien (Frage von Oberperu), auch zwischen Chile nach dem Konföderationskrieg
- Afghanistan zwischen Russland und Britisch-Indien (Vertrag von Sankt Petersburg (1907))
- die Beneluxstaaten zwischen dem Deutschen Reich und Frankreich (Erster Weltkrieg)
- Deutschland zwischen Frankreich und Russland unter Napoleon
- Fernöstliche Republik zwischen Sowjetrussland und dem Japanischen Kaiserreich (Russischer Bürgerkrieg)
- Österreich und Jugoslawien zwischen der NATO und dem Warschauer Pakt (Kalter Krieg)
- Nordkorea zwischen der Volksrepublik China und Südkorea (bzw. somit indirekt den USA; Korea-Konflikt)
- Belarus und die Ukraine zwischen Russland und der NATO nach der Auflösung der Sowjetunion.
- Nepal und Bhutan zwischen der Volksrepublik China und Indien
- Königreich Sardinien zwischen Frankreich und Österreich nach dem Wiener Kongress.
- Die Schweiz zwischen Frankreich und dem Heiligen Römischen Reich nach dem Dreißigjährigen Krieg.
- Siam zwischen Britisch-Indien bzw. Britisch-Malaya und Französisch-Indochina im 19. und 20. Jahrhundert.